# Triska (Band)
Triska ist ein Münchener Folk-Pop-Duo, das den Familiennamen der Sängerin Heidi Triska trägt. Begleitet wird sie auf dem Keyboard durch ihren Lebensgefährten Gerald "Gerry" Huber, Mitbegründer des Labels Redwinetunes. Beide spielen auch bei Cat Sun Flower.
Das Duo schaffte es 2005 mit dem Song The Smile In Your Eyes als einzige deutsche Band auf den New Noises-Sampler Volume 69 des Musikmagazins Rolling Stone. Beim Preis der deutschen Schallplattenkritik erreichte Triska mit dem Album Stay Warm hinter Brian Wilsons  Beach-Boys-Album Smile den zweiten Platz. Triska trat unter anderem auch mit Ina Müller in deren Sendung Inas Nacht auf.
Live tritt Triska auch mit Bandunterstützung auf.

## Diskografie
- 2004: Stay Warm (Album; redwinetunes)
- 2007: Lido (Album; redwinetunes)
- 2009: Spring Forward, Fall Back (Album; redwinetunes)[6]
- 2015: Get Well Soon (Album; redwinetunes)